# Melissa Villaseñor
Melissa Anne Villaseñor (Whittier, 9 de outubro de 1987) é uma comediante, atriz, dubladora, cantora e musicista estadunidense. Desde 2016 integra o elenco do programa Saturday Night Live. Seus outros trabalhos incluem OK K.O.! Let's Be Heroes, Adventure Time,  Family Guy e TripTank.

## Carreira
Villaseñor foi semifinalista na sexta temporada do America's Got Talent. Anteriormente, fez trabalhos de dublagem para os programas animados Adventure Time, Family Guy e TripTank. Apareceu na segunda temporada de Crashing da HBO.
Desde 2016 integra o elenco do programa Saturday Night Live.